# Powstawanie gwiazd
Powstawanie gwiazd – proces formowania gwiazd, w którego trakcie obłok molekularny przemienia się w gwiazdy.
Według obecnie przyjętych poglądów na tworzenie się gwiazd, jądra obłoków molekularnych (regiony o szczególnie dużej gęstości wodoru) stają się grawitacyjnie niestabilne i zaczynają się zapadać. Część energii grawitacyjnej tracona w tym procesie jest wypromieniowywana w postaci promieniowania podczerwonego, reszta energii powoduje zwiększenie temperatury rdzenia. Akrecja, czyli zapadanie się materii do centrum, zachodzi częściowo poprzez otaczający protogwiazdę dysk akrecyjny. Gdy gęstość i temperatura są wystarczająco wysokie, następuje inicjacja reakcji syntezy termojądrowej, która z powodu zwiększenia ciśnienia wewnętrznego spowalnia (ale nie zatrzymuje) proces kurczenia się protogwiazdy. Gdy nastąpi wyczerpanie zasobów pierwszego rodzaju paliwa jądrowego, którym jest deuter, materia pochodząca z chmury kontynuuje opadanie na protogwiazdę. Na tym etapie produkowane są prądy bipolarne (dwubiegunowe). Prawdopodobnie pozwalają one wyeliminować część momentu pędu opadającej materii. W końcu reakcja syntezy termojądrowej z udziałem wodoru osiąga próg samopodtrzymywania w jądrze gwiazdy i reszta okrywającej ją materii jest wyrzucana na zewnątrz. Etapy procesu są dość dobrze poznane dla gwiazd o masie porównywalnej z masą Słońca (lub mniejszej). Dla gwiazd o dużej masie długość procesu kreacji jest porównywalna do skal czasowych ich ewolucji, zatem sam proces powstawania nie jest zbyt dobrze poznany.

## Obserwacje
Obłok molekularny ma temperaturę kilku do kilkunastu kelwinów, w tej temperaturze cząsteczki wodoru nie oddziaływają z promieniowaniem cieplnym. Informacje o obłoku uzyskuje się na podstawie promieniowania cząsteczek dwuatomowych, głównie tlenku węgla.
Struktura chmury molekularnej i efekty protogwiazdy są najlepiej obserwowane w pasmach przejść rotacyjnych CO i innych molekuł. Pasma te mieszczą się w zakresie milimetrowym i jego okolicach. Promieniowanie protogwiazdy i młodych gwiazd może być obserwowane w zakresie podczerwieni; ekstynkcja pochodząca od reszty chmury jest zazwyczaj zbyt duża, by umożliwić obserwacje w podczerwieni i zakresie widzialnym.
Formowanie się gwiazd może być obserwowane bezpośrednio tylko w obrębie naszej Galaktyki, ale procesy te zostały wykryte również w odległych galaktykach poprzez ich unikatowy charakter widma.